# 8892 Какоґава
8892 Какоґава (8892 Kakogawa) — астероїд головного поясу, відкритий 11 вересня 1994 року.
Тіссеранів параметр щодо Юпітера — 3,196.